# 石垣英輔
石垣 英輔（いしがき えいすけ、1985年8月3日 - ）は、元テレビ山梨の男性アナウンサーで現在、2019年4月よりテレビ愛知の報道記者。現在は東京支社営業部に配属。

## 経歴・人物
愛知県名古屋市出身（本籍は静岡県静岡市清水区）。
2009年に福島放送に入社し、1年間同局のアナウンサーとして在籍。
2010年よりニチエンプロダクションに移籍し、同時期に若林健治アナウンススクールを受講。2011年9月より長崎国際テレビの契約アナウンサーとして2013年8月まで活動。
同時期にニチエンプロダクションと契約満了し、2013年10月にテレビ山梨に入社。主に報道番組を中心に出演し、
2019年3月にテレビ山梨を退社し、2019年4月よりテレビ愛知の報道記者として入社。現在東京支社営業部。
身長は170cm、血液型、AB型。兄弟は兄が2人。
2020年にTXNドキュメンタリー大賞の優秀賞を受賞。「豚が消えた日」。
同年、中部写真記者協会の映像部門で奨励賞を受賞。「同時多発！サプライズ花火に密着」。
趣味はフットサル、ジョギングで定期的に運動をしている。既婚で子供3人。

## 過去の担当番組
- NIB news every.（長崎国際テレビ時代）
- UTYニュースの星（以下テレビ山梨時代）
- UTYニュース
- ウッティタウン6丁目
- スポーツ中継
- ゆうがたサテライト（テレビ愛知）
- 5時スタ（同　現在放送中）